# Masiphya irrisor
Masiphya irrisor är en tvåvingeart som först beskrevs av Henry J. Reinhard 1962.  Masiphya irrisor ingår i släktet Masiphya och familjen parasitflugor. Inga underarter finns listade i Catalogue of Life.